# آي سي إيه آر 36
آي سي إيه آر 36 (بالإنجليزية: ICAR 36)‏ هي طائرة ركاب، أحادية السطح وبمحرك واحد وسعة 6 ركاب. أنتجت في ألمانيا. من صناعة آي سي إيه آر. كانت تستخدم بشكل أساسي من قبل تاروم. كان أول طيران لها في 1934. دخلت الخدمة في 1935، صنع منها طائرة واحدة.